# Cattedrale di Barbastro
La cattedrale dell'Assunzione di Maria Vergine (in spagnolo: Catedral de Santa María de la Asunción) si trova a Barbastro, in Spagna, ed è la cattedrale della diocesi di Barbastro-Monzón. Dal 3 giugno 1931 è monumento nazionale spagnolo.

## Storia
L'attuale cattedrale di Barbastro fu costruita tra il 1517 e il 1533 e fu finanziata dal Consiglio Comunale con l'obiettivo di creare le condizioni perché la città diventasse nuovamente sede vescovile, status perso nel 1149, poi riacquisito nel 1573.
In precedenza esisteva nello stesso luogo un altro edificio consacrato nel 1101 dal primo vescovo di Barbastro, San Poncio, dopo la conquista della città da parte del re d'Aragona Pietro I, costruita a sua volta sul sito precedentemente occupato dalla grande moschea musulmana.
Tra il XVII e XVIII le cappelle della cattedrale furono ampliate su commissione delle famiglie nobili della città, dei vescovi, di esponenti della curia e di varie confraternite.

## Esterni
L'edificio, con pianta rettangolare, è in stile gotico a tre navate che terminano con absidi quasi occulte all'esterno per la presenza della sacrestia, della sala capitolare e dell'ingresso.
Ai lati, tra contrafforti, si aprono cappelle laterali da ambo i lati e ai piedi delle navate laterali.
Vicino alla porta orientale ma autonomo, si trova il campanile con pianta poligonale eretto sui resti dell'antico minareto. Dominando l'intera città e divenendone il simbolo, mostra tre fasi costruttive differenti. I due corpi inferiori sono opera medioevale, il corpo superiore con finestroni in ogni lato fu costruito nel secolo XVIII da Pedro de Ruesta, il capitello è del XVIII secolo. In passato ha ospitato un sistema di orologi meccanici, l'ultimo dei quali, operativo fra il 1908 e il 1994, si trova nel Museo Diocesano. 

## Interno
Mentre gli elementi formali sono in stile gotico, la progettazione dello spazio interno è molto più vicino alla nuova estetica del Rinascimento. Le tre navate dovute agli architetti Juan de Segura e Juan de Sariñena hanno medesima altezza e volte a vela, ornate di arabeschi e scudi della città che sembrano una costellazione di stelle, sostenute da sei belle colonne fascicolate alte circa 15 metri che terminano con capitelli ornati di immagini di fauna e flora.
Il retablo della cappella maggiore dedicato all'Assunzione ha il basamento in alabastro, materiale abbondante in Aragona, e il corpo superiore in legno policromo. Parte del basamento, in stile plateresco, è opera di Damián Forment, miglior maestro scultore della corona d'Aragona nel XVI secolo e responsabile dell'introduzione nella regione delle forme rinascimentali. Il suo discepolo Juan de Liceyre ampliò il retablo realizzando cinque scene dedicate alla Passione e Morte di Cristo (1560): Orazione nell'orto, Arresto, Ecce Homo, Via crucis e Pietà. Tra il 1600 e il 1602, infine, il retablo fu concluso da Juan Miguel Orliens, Pedro Martínez de Calatayud e Pedro de Aramendia in stile neoromanico, molto differente dal resto dell'opera. Su entrambi i lati dell'altare maggiore sono posti altri due retabli dedicati a San Ramon, vescovo di Barbastro nel XVII secolo, e a San Pietro Apostolo realizzato nel XVIII secolo dallo scultore di Barbastro Antonio Malo.
Tra le cappelle, tutte con magnifiche coperture, si mettono in evidenza quelle dell'ingresso dedicate al Cristo dei Miracoli e a San Carlo Borromeo, entrambe costruite in stile barocco (metà del XVIII secolo). Nella prima a destra, molto venerata dai fedeli, statua (1939) di Enrique Monjo. Nella seconda, si trova il corpo integro del vescovo Florentino Asensio Barroso, assassinato durante la guerra civile spagnola.
Interessanti anche gli stalli del coro, opera rinascimentale degli scultori Jorge Comón e Juan Jubero, oggi divisi fra il presbiterio e la cappella della Morte della Vergine Maria.
Interessante anche il retablo di San Vittoriano, proveniente da altra chiesa e collocato intorno alla metà del XX secolo, nella prima cappella a sinistra. Tra ricche modanature barocche, la tavola centrale (XV secolo), forse attribuibile a Bartolomé Bermejo o a suoi discepoli, rappresenta il santo tra san Gaudioso e san Nazario; le altre tavole (XVI secolo) di vari autori di scuola fiorentina rinascimentale, rappresentano, ai lati, scene della vita del santo, in alto, la Crocifissione e nella predella, quattro quadri con la Passione di Cristo.

## Galleria d'immagini

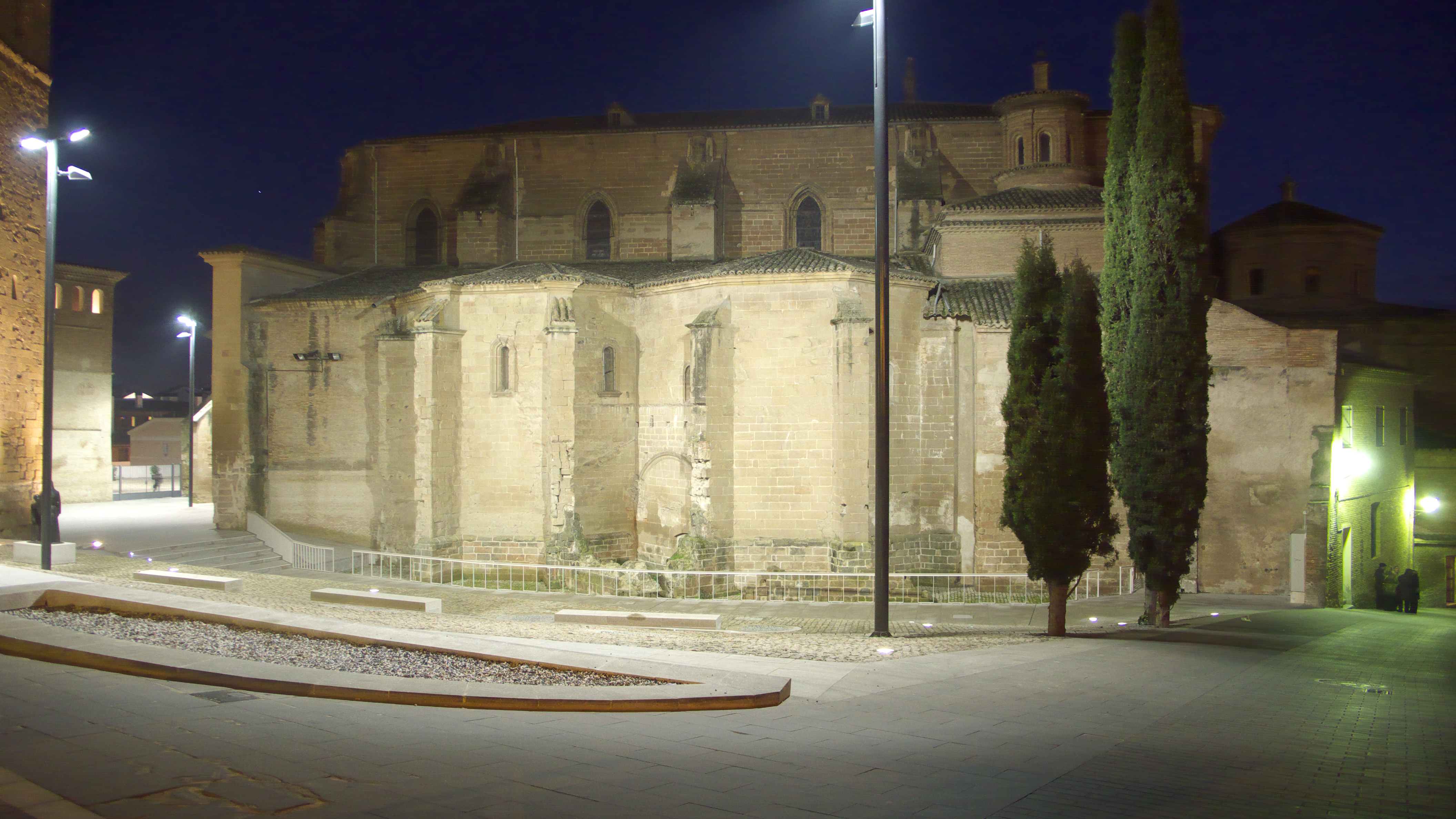
La cattedrale
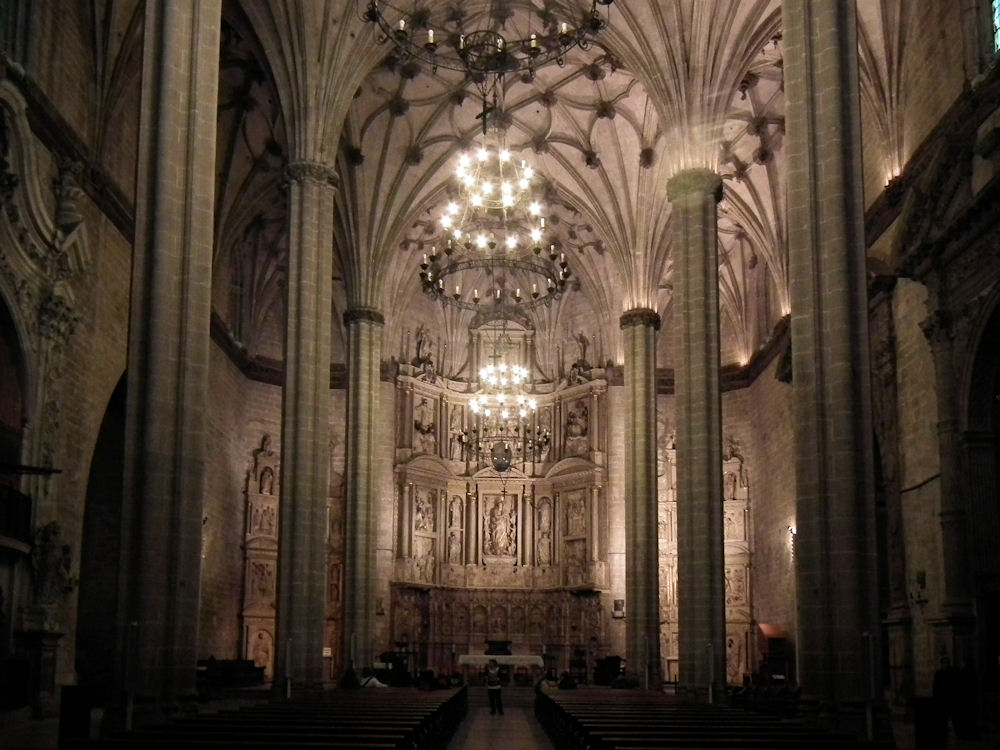
Interno
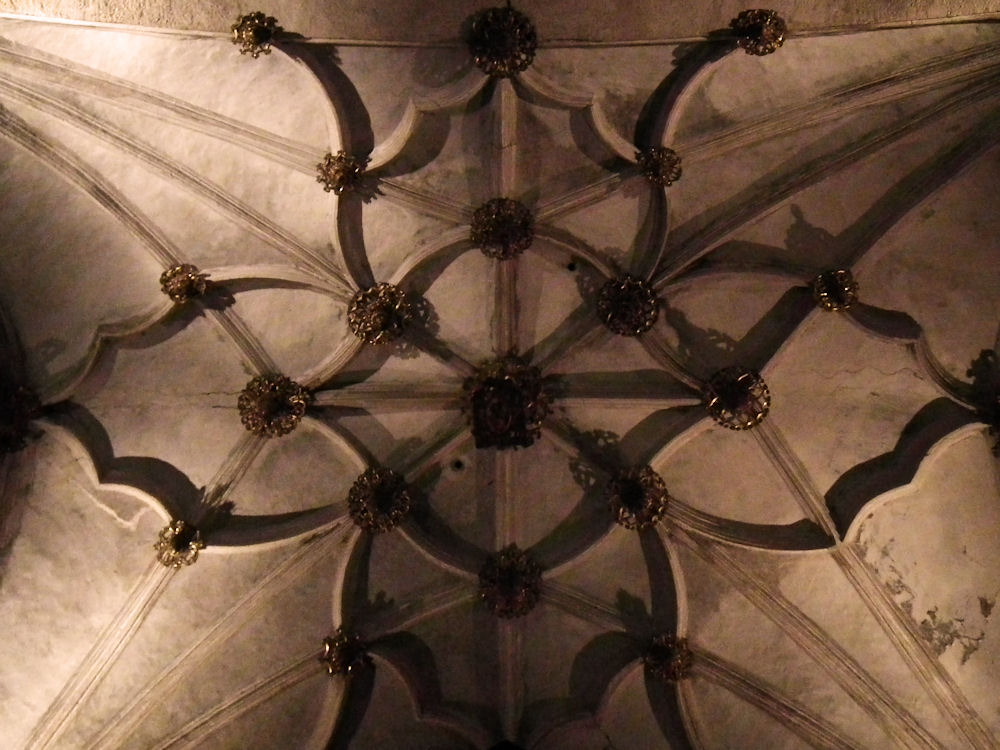
Particolare
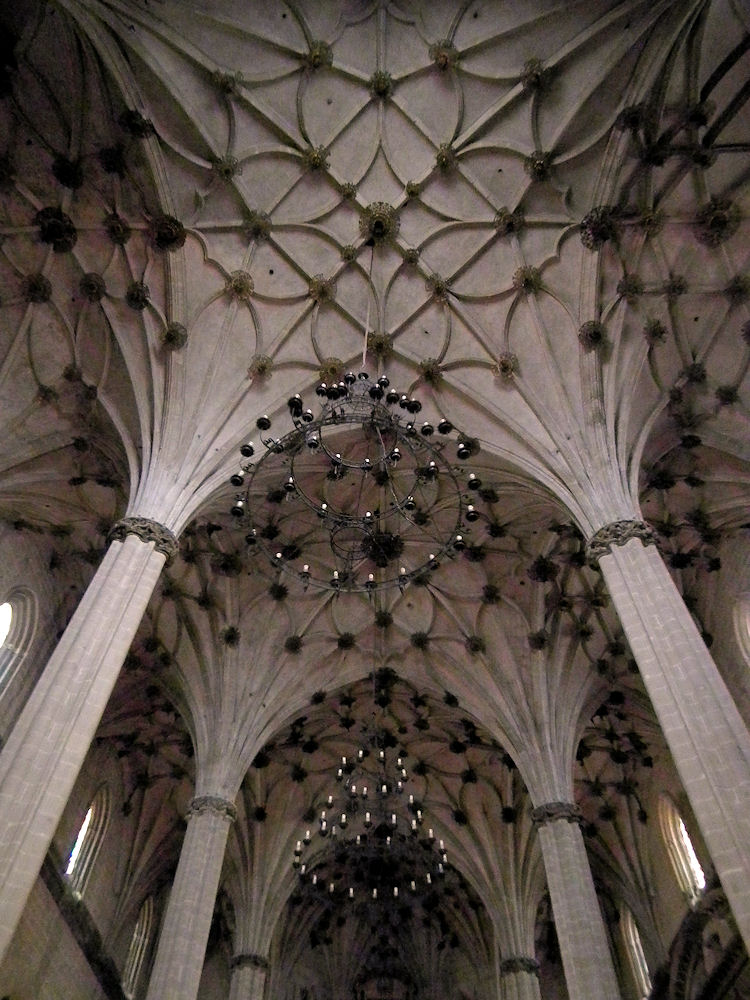
Volta
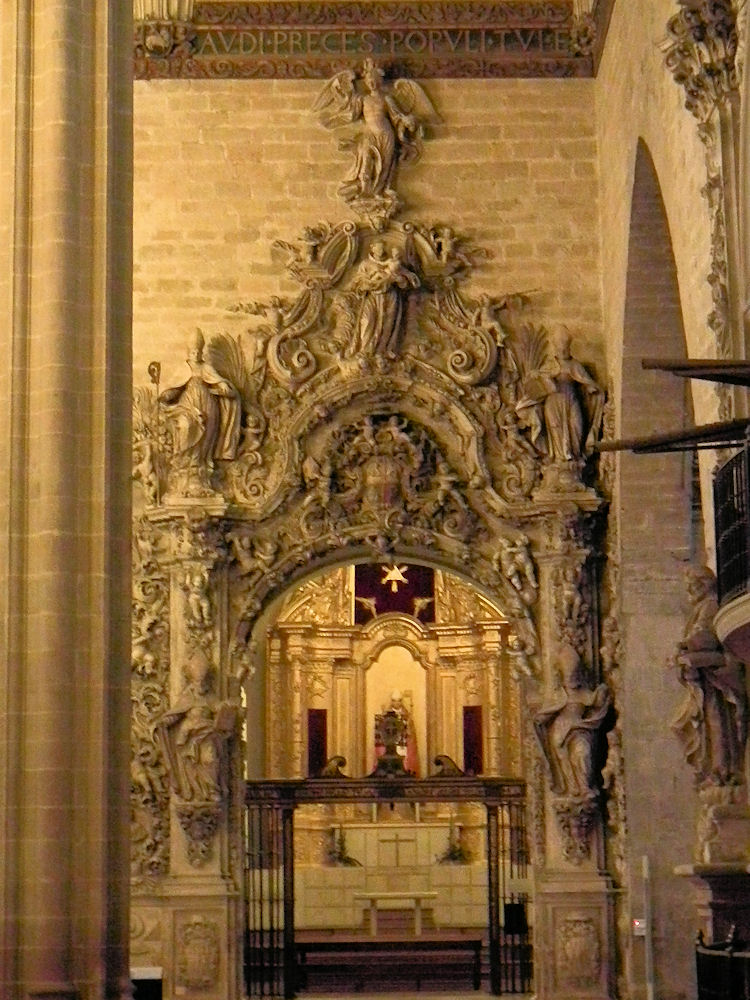
Cappella barocca di San Carlo Borromeo
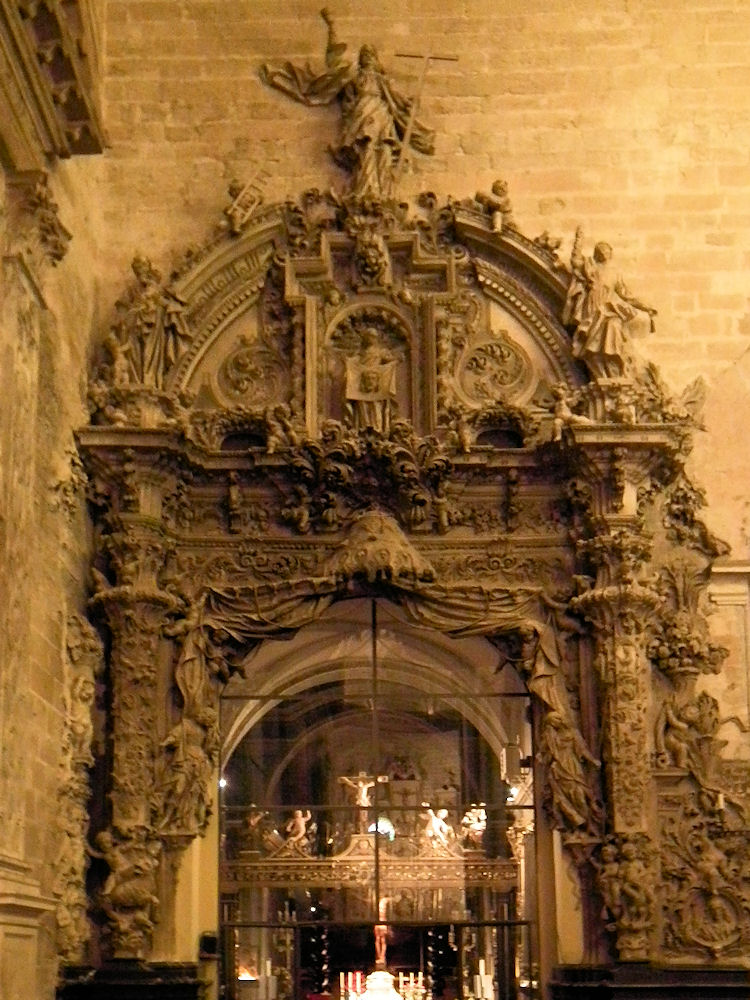
Cappella barocca del Cristo dei miracoli
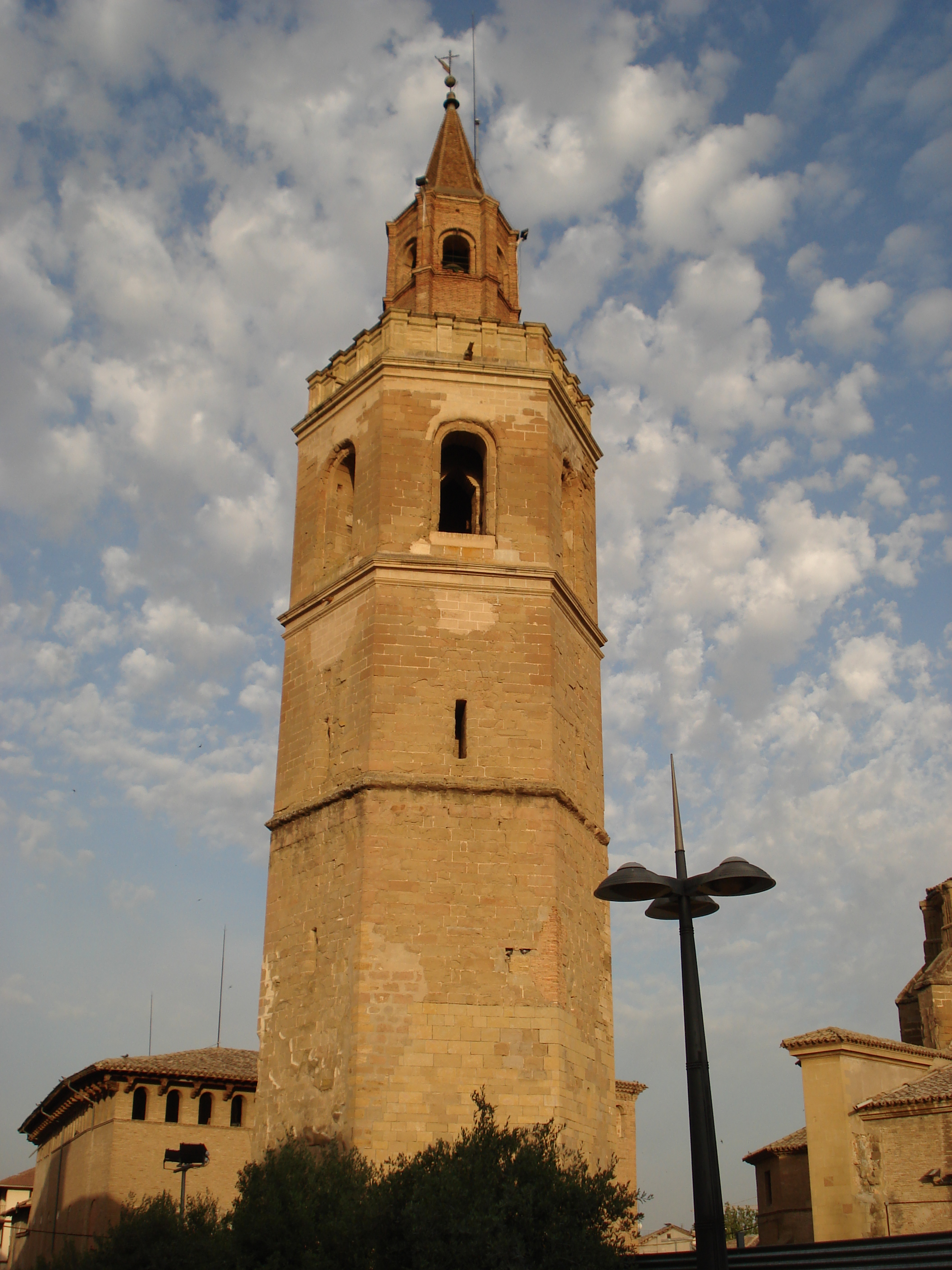
Torre campanaria